# Ibn Badis
Ibn Badis lub Bin Badis (arab. ابن باديس lub بن باديس; fr. Ben Badis) – jedna z 52 gmin w prowincji Sidi Bu-l-Abbas, w Algierii, znajdująca się w północno-zachodniej części kraju. W 2008 roku gminę zamieszkiwało 20346 osób. Numer statystyczny gminy w Office National des Statistiques d'Algérie to 2245.